# Medusaceratops
Medusaceratops («Медуза рогате обличчя») — рід рогатих динозаврів (Ceratopsidae), що жили у верхньому крейдовому періоді (кампанський геологічний етап, приблизно 78 мільйонів років тому) на території сучасної Монтана (США, формація Джудіт-Рівер).

## Відкриття та опис
Цей представник хазмозаврів був описаний канадським палеонтологом Майклом Дж. Райаном у 2010 році як M. локі. Назва походить від своєрідної форми надпотиличних рогів по краю коміра шиї, що мають вигляд щупалець медузи. «Медузацератопс» досягав розміру величезного носорога, і на нього, очевидно, полювали великі тиранозавриди. Він міг досягати довжини понад 6 метрів і важити близько 2 тонн. Згідно з останнім дослідженням, «Медузацератопс» насправді міг бути Centrosaurinae.